# Italo Tajo
Pour les articles homonymes, voir Tajo.
Italo Tajo, né à Pignerol le 25 avril 1915 et mort à Cincinnati le 28 mars 1993, est une basse italienne.

## Biographie
Italo Tajo étudie au Conservatoire de Turin avec Nilde Stichi-Bertozzi. Il débute en 1935 en Fafner dans Das Rheingold, sous la direction de Fritz Busch, qui l'invite à le suivre au Festival de Glyndebourne, où il chantera dans les chœurs et paraîtra dans de petits rôles jusqu'en 1939.
Il rentre alors en Italie, et devient membre de l'Opéra de Rome, où il chante en 1942, la première italienne de Wozzeck. En 1940, il débute à La Scala de Milan, où il paraitra régulièrement jusqu'en 1956. Il débute au Maggio Musicale Fiorentino en 1942, en Leporello, qui deviendra l'un de ses rôles fétiches.
En 1946, il tourne trois films d'opéra, Il Barbiere di Siviglia, L'elisir d'amore, et Lucia di Lammermoor.
Une fois la guerre finie, il entame une carrière internationale, avec des débuts à Paris, Londres, Édimbourg, et Buenos Aires. En 1946, il débute au Lyric Opera de Chicago, puis en 1948 au San Francisco Opera et au Metropolitan Opera de New York, où il s'illustre dans les rôles tels, Basilio, Dulcamara, Don Pasquale, Gianni Schicchi, ainsi que Figaro et Leporello.
Renommé dans les emplois bouffes, il n'en chante pas moins le répertoire dramatique, notamment Banco dans Macbeth (à La Scala en 1952, aux côtés de Maria Callas), le rôle-titre dans Attila, et obtient un succès  particulier dans le rôle-titre de Boris Godounov, et le comte Rostov dans Guerre et paix.
En 1957, il aborde le rôle d'Émile de Becque dans la comédie musicale South Pacific sur Broadway, lors du décès d'Ezio Pinza. Il paraitra aussi dans Kiss me Kate, également sur Broadway.
En 1966, il commence à enseigner à l'université de Cincinnati, tout en continuant à se produire sur scène jusqu'à 70 ans passés, sa dernière apparition étant en 1991.

## Sources
- Harold Rosenthal, John Warrack, Roland Mancini et Jean-Jacques Rouveroux, Guide de l'opéra, Paris, Fayard, coll. « Les indispensables de la musique », 1995, 968 p. (ISBN 978-2-213-59567-2)